# Reignac-sur-Indre
Reignac-sur-Indre és un municipi francès, situat al departament de l'Indre i Loira i a la regió de Centre – Vall del Loira. L'any 2007 tenia 1.186 habitants.

## Demografia

### Població
El 2007 la població de fet de Reignac-sur-Indre era de 1.186 persones. Hi havia 466 famílies, de les quals 98 eren unipersonals (47 homes vivint sols i 51 dones vivint soles), 174 parelles sense fills, 166 parelles amb fills i 28 famílies monoparentals amb fills.
La població ha evolucionat segons el següent gràfic:
Habitants censats

### Habitatges
El 2007 hi havia 524 habitatges, 469 eren l'habitatge principal de la família, 36 eren segones residències i 19 estaven desocupats. 502 eren cases i 20 eren apartaments. Dels 469 habitatges principals, 367 estaven ocupats pels seus propietaris, 90 estaven llogats i ocupats pels llogaters i 12 estaven cedits a títol gratuït; 4 tenien una cambra, 25 en tenien dues, 78 en tenien tres, 125 en tenien quatre i 237 en tenien cinc o més. 353 habitatges disposaven pel capbaix d'una plaça de pàrquing. A 198 habitatges hi havia un automòbil i a 245 n'hi havia dos o més.

### Piràmide de població
La piràmide de població per edats i sexe el 2009 era:
| Homes | Edats   | Dones |
| ----- | ------- | ----- |
| 0     | 95 o +  | 0     |
| 4     | 90 a 94 | 4     |
| 16    | 85 a 89 | 12    |
| 8     | 80 a 84 | 4     |
| 20    | 75 a 79 | 20    |
| 20    | 70 a 74 | 28    |
| 24    | 65 a 69 | 40    |
| 44    | 60 a 64 | 12    |
| 24    | 55 a 59 | 28    |
| 16    | 50 a 54 | 40    |
| 32    | 45 a 49 | 24    |
| 32    | 40 a 44 | 40    |
| 56    | 35 a 39 | 32    |
| 40    | 30 a 34 | 48    |
| 48    | 25 a 29 | 48    |
| 28    | 20 a 24 | 12    |
| 36    | 15 a 19 | 8     |
| 32    | 10 a 14 | 20    |
| 40    | 5 a 9   | 44    |
| 44    | 0 a 4   | 28    |

## Economia
El 2007 la població en edat de treballar era de 704 persones, 557 eren actives i 147 eren inactives. De les 557 persones actives 522 estaven ocupades (280 homes i 242 dones) i 35 estaven aturades (12 homes i 23 dones). De les 147 persones inactives 63 estaven jubilades, 49 estaven estudiant i 35 estaven classificades com a «altres inactius».

### Ingressos
El 2009 a Reignac-sur-Indre hi havia 477 unitats fiscals que integraven 1.221 persones, la mediana anual d'ingressos fiscals per persona era de 18.259 €.

### Activitats econòmiques
Dels 60 establiments que hi havia el 2007, 4 eren d'empreses extractives, 2 d'empreses alimentàries, 1 d'una empresa de fabricació de material elèctric, 4 d'empreses de fabricació d'altres productes industrials, 16 d'empreses de construcció, 10 d'empreses de comerç i reparació d'automòbils, 5 d'empreses de transport, 6 d'empreses d'hostatgeria i restauració, 1 d'una empresa financera, 1 d'una empresa immobiliària, 5 d'empreses de serveis, 3 d'entitats de l'administració pública i 2 d'empreses classificades com a «altres activitats de serveis».
Dels 19 establiments de servei als particulars que hi havia el 2009, 1 era una oficina de correu, 2 tallers de reparació d'automòbils i de material agrícola, 2 paletes, 1 guixaire pintor, 2 fusteries, 2 lampisteries, 4 electricistes, 1 perruqueria, 3 restaurants i 1 agència immobiliària.
Dels 5 establiments comercials que hi havia el 2009, 1 era un hipermercat, 1 una botiga de més de 120 m², 1 una botiga de menys de 120 m², 1 una fleca i 1 una botiga de material de revestiment de parets i terra.
L'any 2000 a Reignac-sur-Indre hi havia 15 explotacions agrícoles que ocupaven un total de 1.160 hectàrees.

## Equipaments sanitaris i escolars
L'únic equipament sanitari que hi havia el 2009 era una farmàcia.
El 2009 hi havia una escola elemental.

## Poblacions més properes
El següent diagrama mostra les poblacions més properes.